# ABDA-Flotte
Die ABDA-Flotte (englisch ABDA Sea oder ABDAFLOAT bzw. Allied Combined Striking Force oder Allied Striking Force) war ein vereinigter multinationaler alliierter Marineverband zu Beginn des Pazifikkriegs im Zweiten Weltkrieg, der aus US-amerikanischen, britischen, niederländischen (engl. „Dutch“) und australischen Einheiten bestand (American-British-Dutch-Australian). Das erklärte Ziel des am 8. Januar 1942 geschaffenen und unter dem gemeinsamen Oberkommando ABDACOM stehenden Flottenverbandes war, den japanischen Vormarsch in Richtung der britischen und niederländischen Kolonien in Südostasien zu unterbinden. Nach ihrer Niederlage bei der Schlacht in der Javasee und dem Untergang ihres Flaggschiffes De Ruyter bzw. dem Tod von Konteradmiral Karel Doorman am 28. Februar 1942 hörte sie faktisch auf zu existieren.

## Geschichte

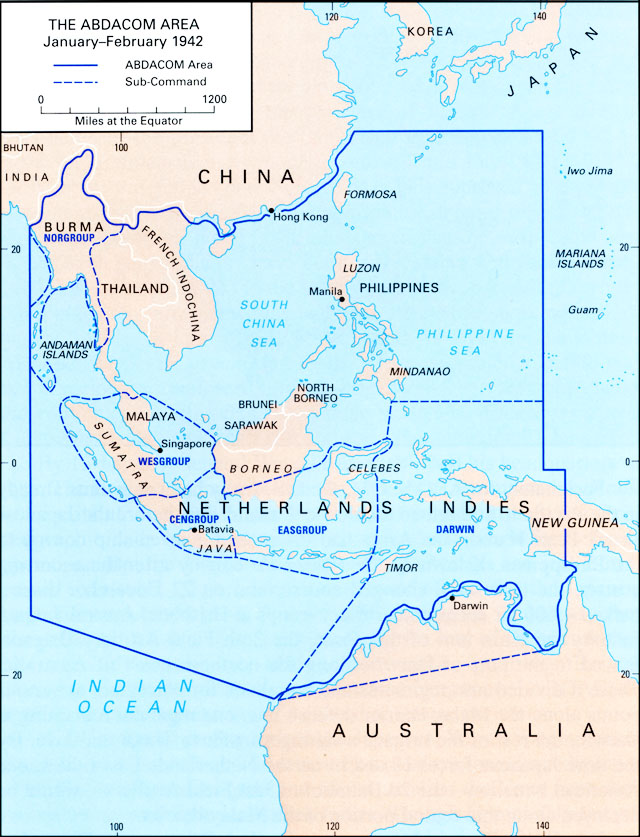
Einsatzgebiet des ABDACOM

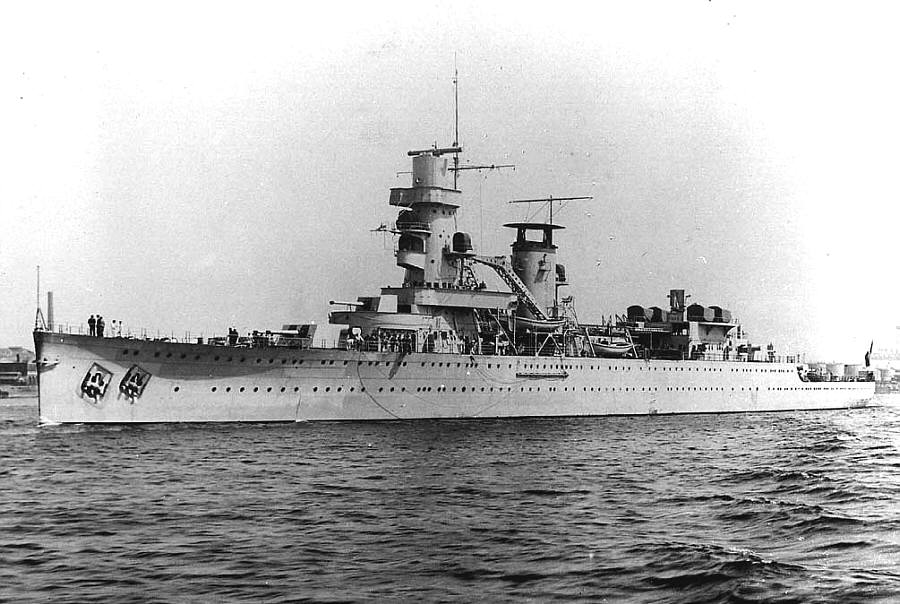
Die De Ruyter, Flaggschiff der ABDA-Flotte unter Konteradmiral Karel Doorman

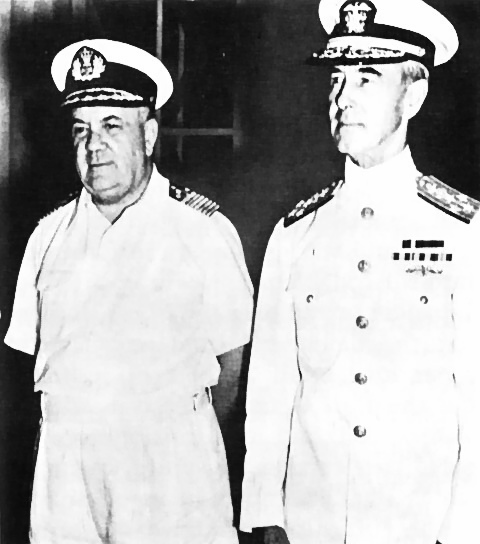
Vizeadmiral Conrad E. L. Helfrich (links) mit Admiral Thomas C. Hart (rechts)

Dieser multinationale Flottenverband wurde gleichzeitig mit dem vereinigten US-amerikanischen-, britischen-, niederländischen- (englisch: „Dutch“) und australischen ABDACOM-Kommando (American-British-Dutch-Australian Command) einen Monat nach dem japanischen Angriff auf Pearl Harbor am 8. Januar 1942 zur Verteidigung der britischen und niederländischen Kolonien gegen den japanischen Vormarsch in Südostasien gegründet.
Im Grunde bestand diese auch Allied (Combined) Striking Force genannte alliierte Flotte aus den in Niederländisch-Indien stationierten Schiffen und U-Booten der Königlich Niederländischen Marine, der Asienflotte der US Navy (US Asiatic Fleet), den in Südostasien stationierten Einheiten der britischen Royal Navy sowie einigen Schiffen der australischen Royal Australian Navy.
Das Oberkommando über die ABDA-Flotte hatte anfangs der US-amerikanische Admiral Thomas C. Hart inne, dessen Asienflotte mit dem Schweren Kreuzer Houston als Flaggschiff zu Beginn den Kern bildete. Hart wurde am 12. Februar 1942 durch den niederländischen Vizeadmiral Conrad E. L. Helfrich ersetzt. Das Hauptquartier des ABDACOM wie auch der Flotte befand sich anfangs in Singapur, wurde am 15. Januar 1942 aber auf niederländischen Wunsch nach Bandung auf Java verlegt. Das operative Kommando auf See besaß zunächst der US-amerikanische Konteradmiral William A. Glassford, ab Ende Januar 1942 der niederländische Konteradmiral Karel Doorman – sein Flaggschiff war bis zum Schluss der Leichte Kreuzer De Ruyter.
Doch schon von Anbeginn stand dieser Flottenverband unter keinem besonders guten Vorzeichen, denn es gab zwei verschiedene Sprachen (Niederländisch, Englisch) und drei verschiedene Systeme von Flaggensignalen innerhalb der vier Marinen (Royal Navy / Royal Australian Navy – Koninklijke Marine – US Navy), was die Kommunikation unter den Schiffen vor allem zu Beginn erschwerte. In den meisten Fällen war dazu auf einem Schiff ein Kommunikations-Offizier abgestellt, bei dem alle Funksprüche zusammenliefen und der diese – bei Bedarf übersetzt – weitergab (beim letzten Kampf der Flotte saß dieser Offizier ausgerechnet auf der britischen Exeter, die als eines der ersten Schiffe außer Gefecht gesetzt wurde). Die englischsprachigen Marinen bzw. die niederländischen Schiffe behielten daneben ihre eigenen Kommunikationskanäle, im Regelfall konnten die meisten jedoch nicht autonom per Funktelegraphie mit dem Flaggschiff De Ruyter kommunizieren.
Außer diesem eher organisatorischen Mangel fehlten dem Verband große Einheiten wie Schlachtschiffe (die Zerstörung der britischen Force Z in malaiischen Gewässern 1941 machte sich nun umso mehr bemerkbar) und Flugzeugträger. Stattdessen standen nur wenige Schwere Kreuzer, einige Leichte Kreuzer sowie diverse leichtere Einheiten wie Zerstörer, Schnellboote, Kanonenboote und Minensuchboote zur Verfügung. Zwar standen auf dem Papier noch eine beachtliche Anzahl niederländischer U-Boote bereit, doch von denen waren nicht alle einsatzklar, und die Geleitsicherungen der Japaner erschwerten ihre Einsätze. Es waren daneben auch diverse US-amerikanische U-Boote im Einsatz, die jedoch nicht alle in Niederländisch-Indien stationiert waren. Andererseits befanden sich nur sehr wenige britische Boote im Kampfgebiet.
Was jedoch noch schwerer wog, war der eklatante Mangel an Flugzeugen, denn in der Region waren nur wenige niederländische bzw. britische Flugzeuge vorhanden, so dass die ABDA-Flotte praktisch immer ohne Deckung aus der Luft operieren musste und sich daher gegen die häufigen Luftangriffe der Japaner kaum effektiv zur Wehr setzen konnte. Erst in der späten Phase der Kämpfe versuchten die USA, verstärkt eigene Flugzeuge nach dem Fall der Philippinen in das Kampfgebiet zu verlegen. Am 26. Januar 1942 wurde bei einem US-Luftangriff mit schweren Bombern vom Typ Boeing B-17 – einer der ersten Angriffe mit B-17 überhaupt – bei Balikpapan das japanische Transportschiff Sanuki Maru (9246 BRT) versenkt.

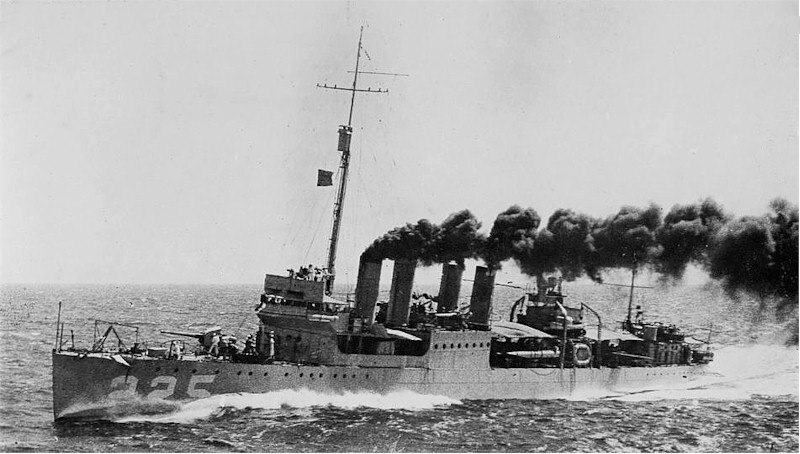
Zerstörer Pope (DD-225)

Trotz einiger Erfolge war der ABDA-Flotte kein langes Leben beschieden. Die Seeschlacht vor Balikpapan vom 24. Januar 1942, bei der vier Zerstörer der ABDA-Flotte vier japanische Truppentransporter und ein Patrouillenboot versenkten sowie zwei Transportschiffe schwer beschädigten, brachte der ABDA-Flotte den ersten und einzigen größeren Sieg.
Doch schon in der Schlacht in der Straße von Makassar am 4. Februar 1942 zwangen japanische Sturzkampfflugzeuge die Flotte, ihren Angriff auf die japanischen Schiffe abzubrechen. Der eklatante Mangel an alliierten Flugzeugen tat ein Übriges, denn die Luftstreitkräfte ABDA Air unter dem britischen Air Marshal Richard Peirse konnten nur selten in die Kämpfe eingreifen, und mehr als einmal wurde die ABDA-Flotte bei anfangs noch erfolgversprechenden Einsätzen durch Luftangriffe der Japaner zum Rückzug gezwungen.
Bei der Seeschlacht in der Straße von Badung vom 18. bis 20. Februar 1942 gelang es den vier japanischen Zerstörern im Verlauf des Kampfes, die ihnen diesmal zahlenmäßig weit überlegenen alliierten Kräfte zu besiegen und die beiden Transportschiffe zur Landung auf Bali erfolgreich zu verteidigen, dabei wurden ein Zerstörer versenkt, ein Zerstörer und ein Kreuzer beschädigt. Die japanischen Zerstörer erlitten dabei nur leichte Schäden. Trotz des Einsatzes von drei Kreuzern, sieben Zerstörern, zwei U-Booten, sieben Schnellbooten und 20 Flugzeugen war dieser Einsatz auf alliierter Seite ein eklatanter Misserfolg.

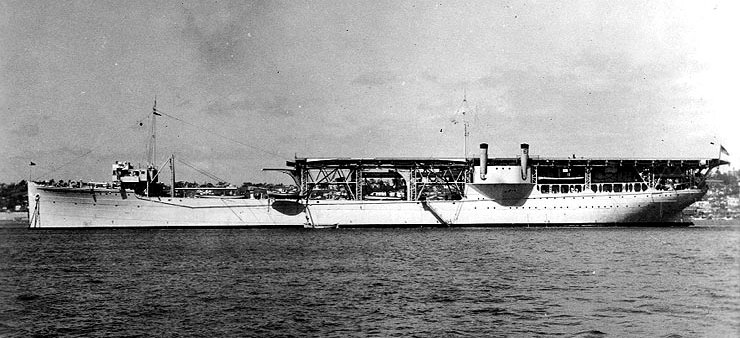
Der Flugzeugträger Langley, nach seinem Umbau zum Flugzeugtender

Der einzige Flugzeugträger der – zumindest prinzipiell – je zur ABDA-Flotte gehörte, war die Langley, der erste Flugzeugträger, der für die US Navy gebaut wurde. Er war 1936 zum Flugzeugtender umgebaut worden und konnte von seinem verkürzten Flugdeck keine Flugzeuge mehr starten. Er wurde daher als Flugzeugtransporter eingesetzt und brachte mehrfach Jagdflugzeuge von Australien nach Java, um die völlig unzureichende Luftverteidigung der Alliierten zu stärken. Das Schiff lief am 22. Februar 1942, also praktisch schon in der letzten Phase der Existenz der ABDA-Flotte als Marineverband, mit insgesamt 32 Curtiss-P-40-Jagdflugzeugen an Bord vom australischen Fremantle nach Tjilatjap (heute: Cilacap) auf Java aus. Er wurde jedoch von den Japanern entdeckt und fünf Tage später, am 27. Februar, mit seinen beiden Begleitern, den Zerstörern Whipple und Edsall, von drei Wellen japanischer Bomber ca. 50 bis 75 Meilen vor ihrem Ziel angegriffen. Die ersten beiden Wellen brachten keine Treffer, aber bei der dritten wurde die Langley fünfmal so schwer getroffen, dass sie zwei Stunden später aufgegeben werden musste. Kurz darauf wurde sie von ihren Begleitschiffen mit Torpedos versenkt. Sechzehn Besatzungsmitglieder kamen bei dem japanischen Angriff ums Leben. Damit scheiterte die dringend benötigte Verstärkung der Luftverteidigung durch eigene Jagdflugzeuge, was den Flottenverband in seiner ohnehin ungünstigen Lage weiter schwächte und die japanische Luftherrschaft in der Region unüberwindlich werden ließ.
Das Kommando ABDACOM wurde vom Oberbefehlshaber Field Marshal Sir Archibald Wavell am 25. Februar 1942 offiziell aufgelöst, da er einsah, dass nicht genügend Einsatzkräfte zur Verteidigung des riesigen Gebietes bereitstanden.
Aber die ABDA-Flotte, allen voran Konteradmiral Karel Doorman, wollte Java als mittlerweile letzte sich in niederländischer Hand befindliche Insel von Niederländisch-Ostindien nicht so einfach aufgeben und versuchte ein letztes Mal, die japanische Invasion zu verhindern. Doorman war entschlossen, die Japaner um jeden Preis aufzuhalten oder zu sterben. Diesmal sollte die fehlende Deckung aus der Luft gar zum Verhängnis werden, als nach dem Verlust sämtlicher einmal zum Angriff auf die japanischen Transportschiffe entsandten Flugzeuge keine Unterstützung mehr gewährt werden konnte, während die japanischen Schiffe ständig aus der Luft dirigiert wurden und damit zielgenauer feuern konnten. Bei diesem Gefecht zwei bzw. drei Tage nach Auflösung des ABDACOM-Kommandos am 27. bzw. 28. Februar 1942 wurde die ABDA-Flotte während der Schlacht in der Javasee nach einem längeren Hin und Her der Ereignisse faktisch ausgeschaltet.

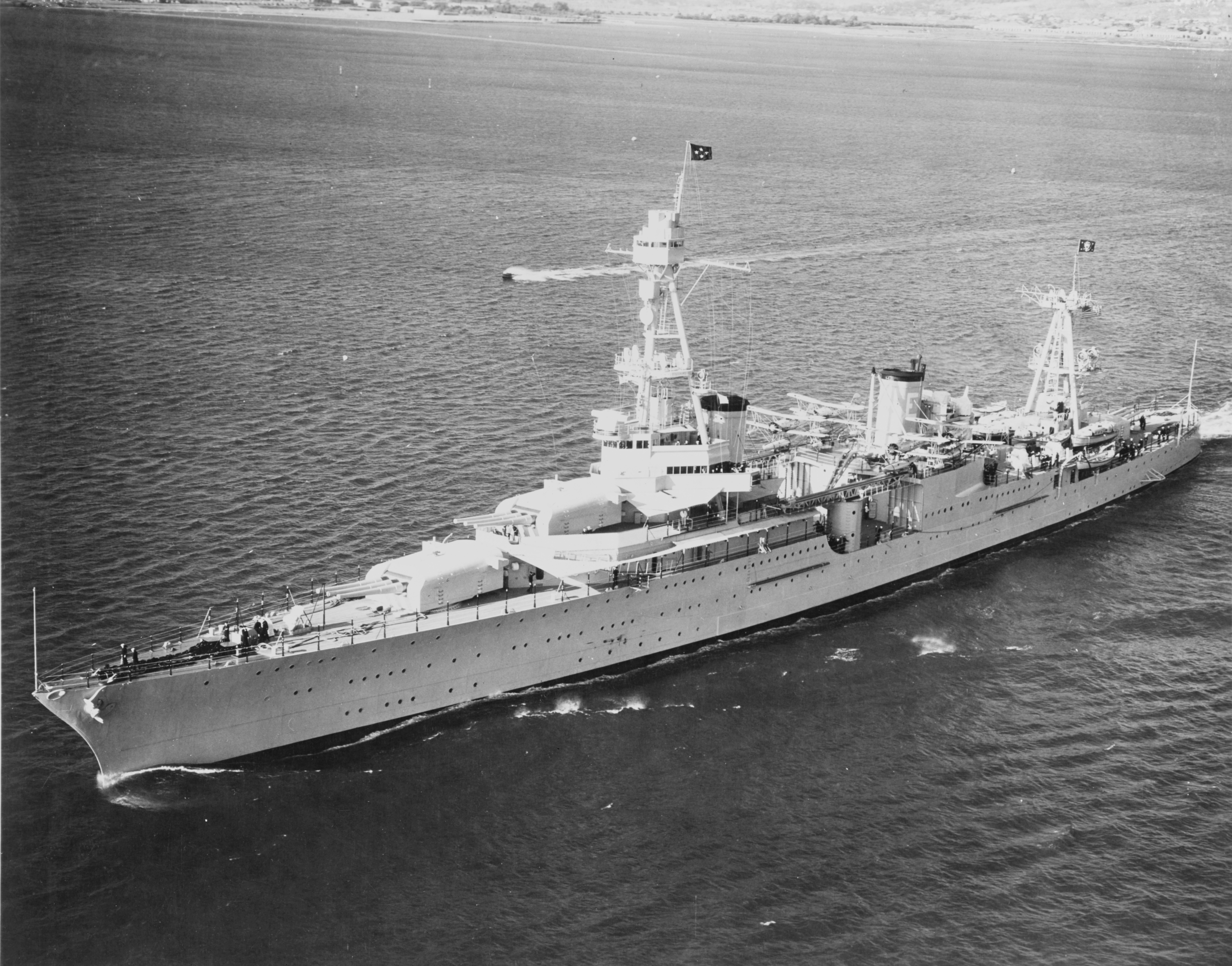
Schwerer Kreuzer Houston (CA-30),
erstes Flaggschiff des Verbandes

Das Flaggschiff der Flotte De Ruyter sank am frühen 28. Februar, ca. zwei Stunden nach einem Torpedotreffer eines japanischen Langstrecken-Torpedos Typ 93 um 23:36 Uhr Ortszeit des Vortages durch den Schweren Kreuzer Haguro, wobei sie 344 Mann mit in die Tiefe nahm. Konteradmiral Karel Doorman war ebenfalls unter den Toten. Der andere, etwas kleinere niederländische Leichte Kreuzer Java wurde nur vier Minuten später um 23:40 Uhr ebenfalls von einem Langstrecken-Torpedo Typ 93 getroffen, der vom Schweren Kreuzer Nachi abgeschossen worden war, wobei nach der Explosion wegen ihres schnellen Sinkens mit 500 von 526 Mann fast die gesamte Besatzung ums Leben kam. Die letzte Anweisung von Doorman an die verbliebenen Kreuzer Houston und Perth hieß „Rückzug nach Batavia ohne Rücksicht auf eventuell Überlebende“. Als die Houston und die Perth nach einem kurzen Aufenthalt in Batavia (heute: Jakarta) versuchten, sich über die Sundastraße weiter nach Westen in Richtung Ceylon durchzuschlagen, trafen diese dabei am selben späten 28. Februar noch auf die Schweren Kreuzer Mikuma und Mogami, welche die „Westlichen Invasionskräfte“ der Japaner deckten. Dabei kam es zur wesentlich kleineren, aber ebenfalls bedeutenden Schlacht in der Sundastraße, bei der schließlich nach anfänglichem zähen Widerstand sowohl die Houston als auch die Perth durch die beiden japanischen Kreuzer mit ihren begleitenden Zerstörern durch Torpedos und Geschützfeuer versenkt wurden, woraufhin die ABDA-Flotte effektiv aufhörte zu existieren.
Dieser von Anbeginn eher improvisierte und stets an der zu geringen Zahl von Einsatzkräften leidende alliierte Flottenverband konnte den japanischen Vormarsch in Südostasien letztendlich nur verzögern. Unmittelbar nach der Zerstörung der ABDA-Flotte landeten noch am späten 28. Februar japanische Truppen auf Java und besetzten damit die letzte in niederländischer Hand befindliche Insel in diesem Gebiet. Der Zerstörer Stewart wurde als praktisch letztes intakt gebliebenes alliiertes Kriegsschiff, das sich vor Ort befand, von der Besatzung in Surabaja auf Strand gesetzt, wo er kurze Zeit später von den Japanern erbeutet und auf eigener Seite wieder in Dienst gestellt werden konnte. Die in den Häfen verbliebenen oder in Reparatur befindlichen kleineren Einheiten wurden – sofern sie noch nicht entkommen oder zerstört waren – von den Besatzungen selbst versenkt oder von den Japanern erbeutet, wobei sämtliches verbliebene alliierte Marinepersonal bzw. die Überlebenden der (selbst)versenkten oder beschädigten Schiffe in Gefangenschaft geriet.

## Schiffe und U-Boote der ABDA-Flotte
(Noch unvollständig)

### Königlich Niederländische Marine (Koninklijke Marine)
Leichte Kreuzer

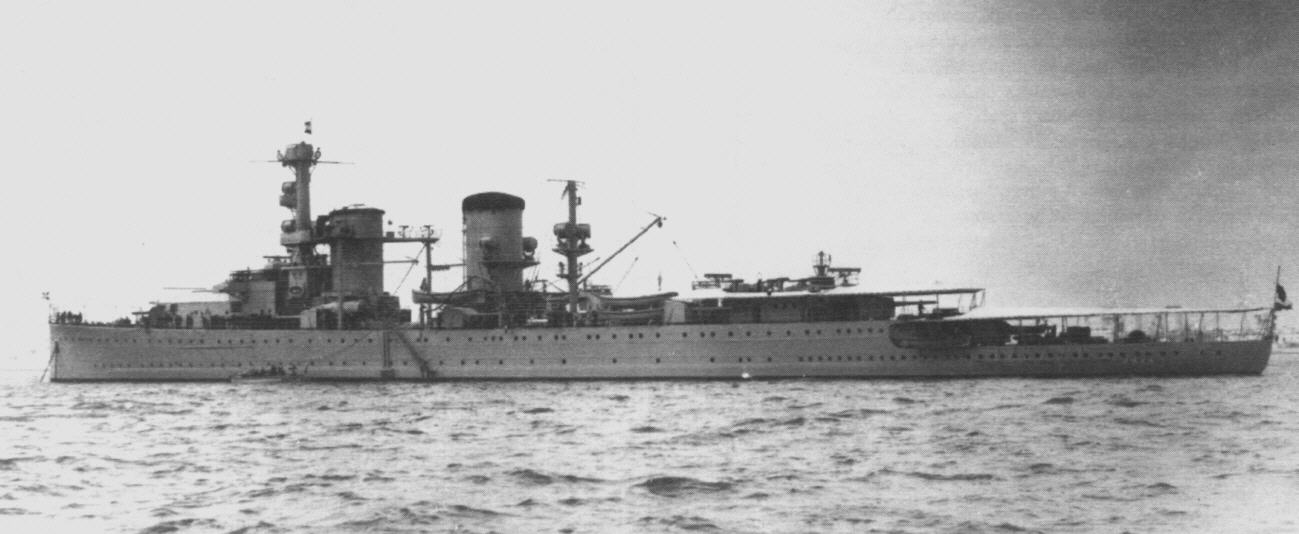
Leichter Kreuzer Java

- De Ruyter – Flaggschiff des Verbandes
- Java
- Sumatra
- Tromp

Zerstörer
- Banckert
- Evertsen
- Kortenaer
- Piet Hein
- Van Ghent
- Van Nes
- Witte de With

Küstenpanzerschiffe
- Soerabaia

Kanonenboote
- Soemba – Anfang März 1942 nach Colombo auf Ceylon verlegt

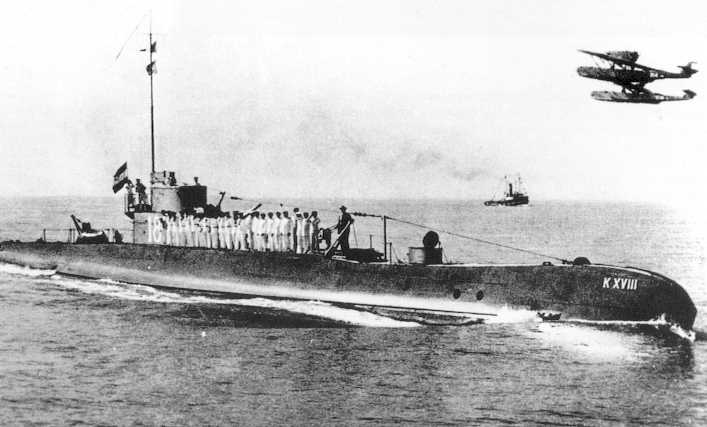
U-Boot K XVIII

Minensuchboote
- Abraham Crijnssen

U-Boote
- K VII
- K VIII
- K XI
- K X
- K XI
- K XII
- K XIII
- K XIV
- K XV
- K XVI
- K XVII
- K XVIII
- O 16
- O 17
- O 19
- O 20

### Königlich Britische Marine (Royal Navy)

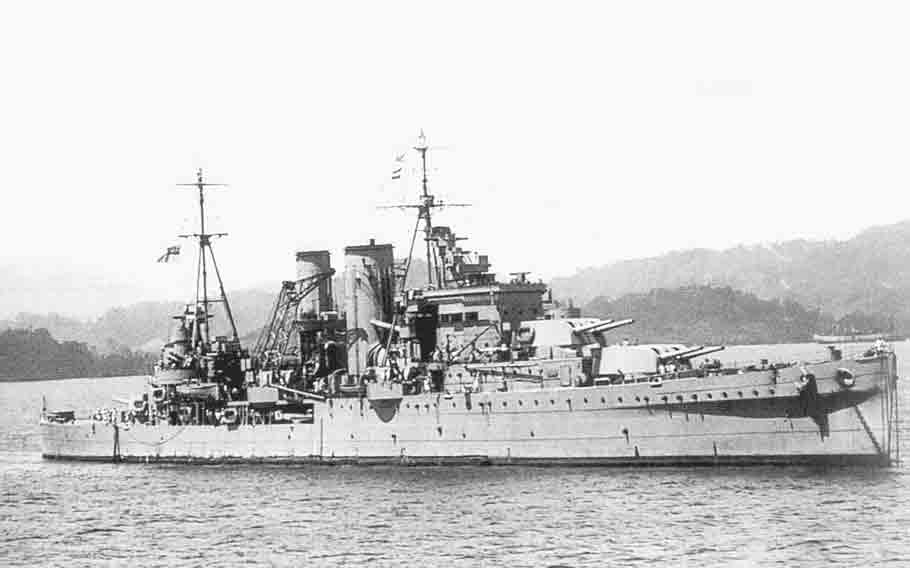
Schwerer Kreuzer Exeter

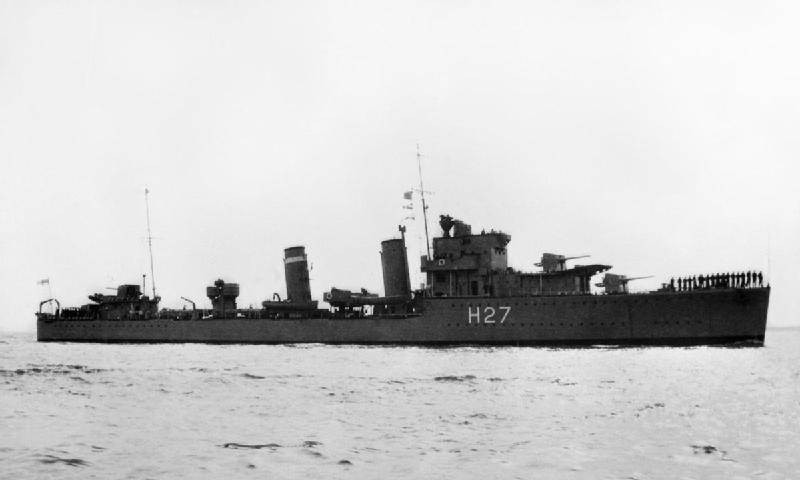
Zerstörer Electra

Schwere Kreuzer
- Exeter

Leichte Kreuzer
- Danae
- Dauntless
- Dragon

Zerstörer
- Electra
- Encounter
- Express
- Jupiter
- Scout
- Stronghold
- Tenedos

Kanonenboote
- Dragonfly
- Grasshopper

U-Boote
- Truant

Hilfskreuzer
- Kedah

### Königlich Australische Marine (Royal Australian Navy)

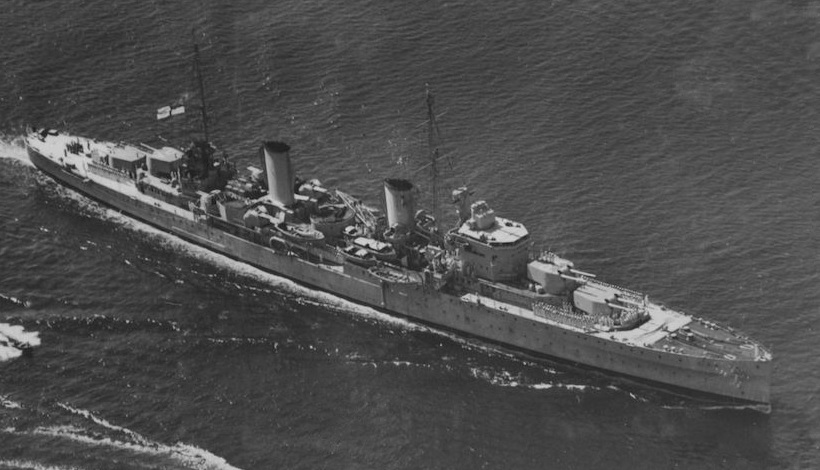
Leichter Kreuzer Perth

Leichte Kreuzer
- Hobart
- Perth

Zerstörer
- Vampire

Minensuchboote
- Wollongong
- Bendigo
- Toowoomba
- Ballarat

Sloops
- Yarra

### US-amerikanische Marine (US Navy)
Schwere Kreuzer

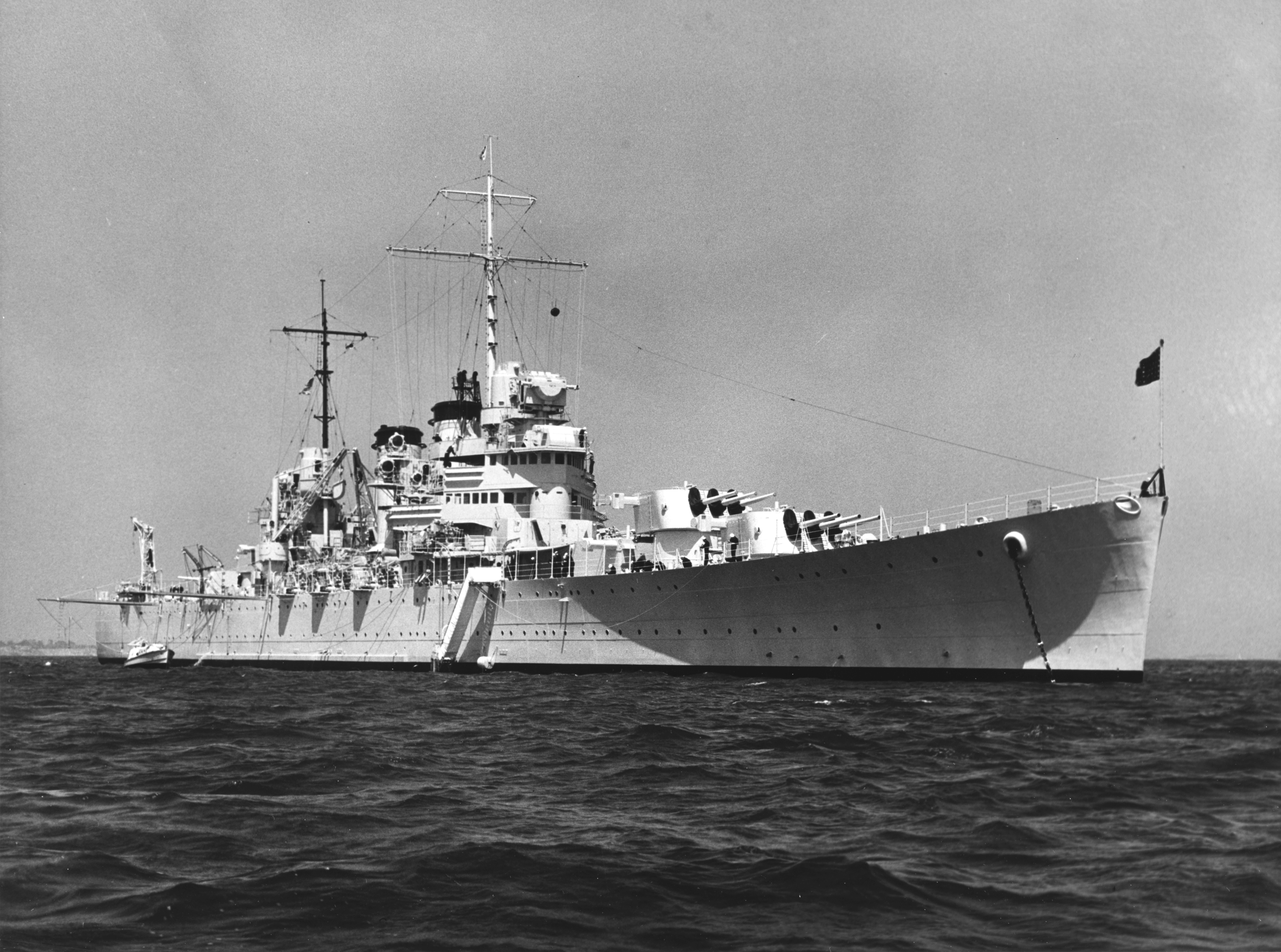
Leichter Kreuzer Boise (CL-47)

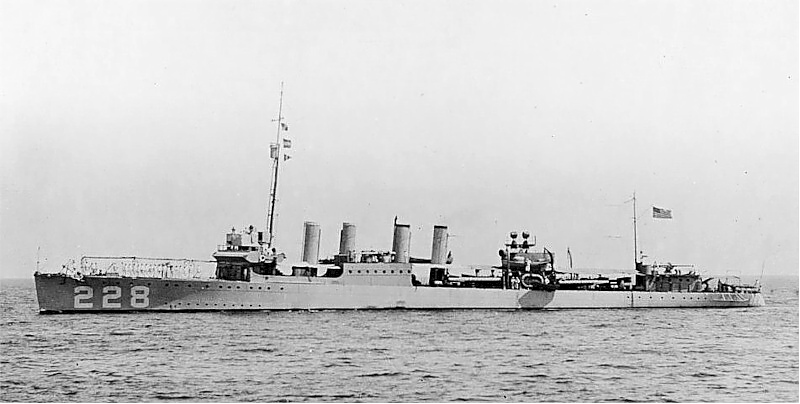
Zerstörer John D. Ford (DD-228)

- Houston − ex Flaggschiff des Verbandes

Leichte Kreuzer
- Boise
- Marblehead

Zerstörer
- Alden
- Barker
- Bulmer
- John D. Edwards
- Edsall
- John D. Ford
- Parrot
- Paul Jones
- Peary
- Pillsbury
- Pope
- Stewart
- Whipple

Flugzeugtender
- Langley, am 22. Februar 1942 beim Transport von Jagdflugzeugen durch Luftangriff versenkt

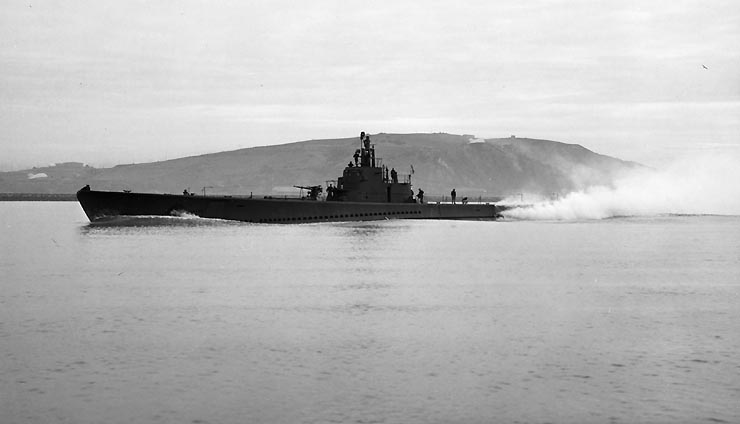
U-Boot Seawolf (SS-197)

U-Boote
- Permit
- Pickerel
- Porpoise
- S-36
- S-37
- S-40
- Sargo
- Saury
- Sculpin
- Seadragon
- Shark
- Spearfish
- Seawolf
- Sturgeon
- Swordfish
- Trout

## Schlachten
- Seeschlacht vor Balikpapan (24. Januar 1942) – Sieg der ABDA-Flotte
- Schlacht in der Straße von Makassar (4. Februar 1942) – Sieg der Japaner
- Seeschlacht in der Straße von Badung (18. bis 20. Februar 1942) – Sieg der Japaner
- Schlacht in der Javasee (27. / 28. Februar 1942) – Sieg der Japaner und de facto Vernichtung der ABDA-Flotte
- Schlacht in der Sundastraße (28. Februar / 1. März 1942) – Sieg der Japaner und Vernichtung der letzten beiden Kreuzer der ABDA-Flotte Houston und Perth

## Erfolge
- Versenkung des japanischen U-Boots I-60 durch die Jupiter bei Krakatau
- Seeschlacht vor Balikpapan – vier Zerstörer der ABDA-Flotte versenken vier japanische Truppentransporter und ein Patrouillenboot
- Seeschlacht in der Straße von Badung – Beschädigung einiger japanischer Truppentransporter durch das Flaggschiff De Ruyter